# Pied-à-terre

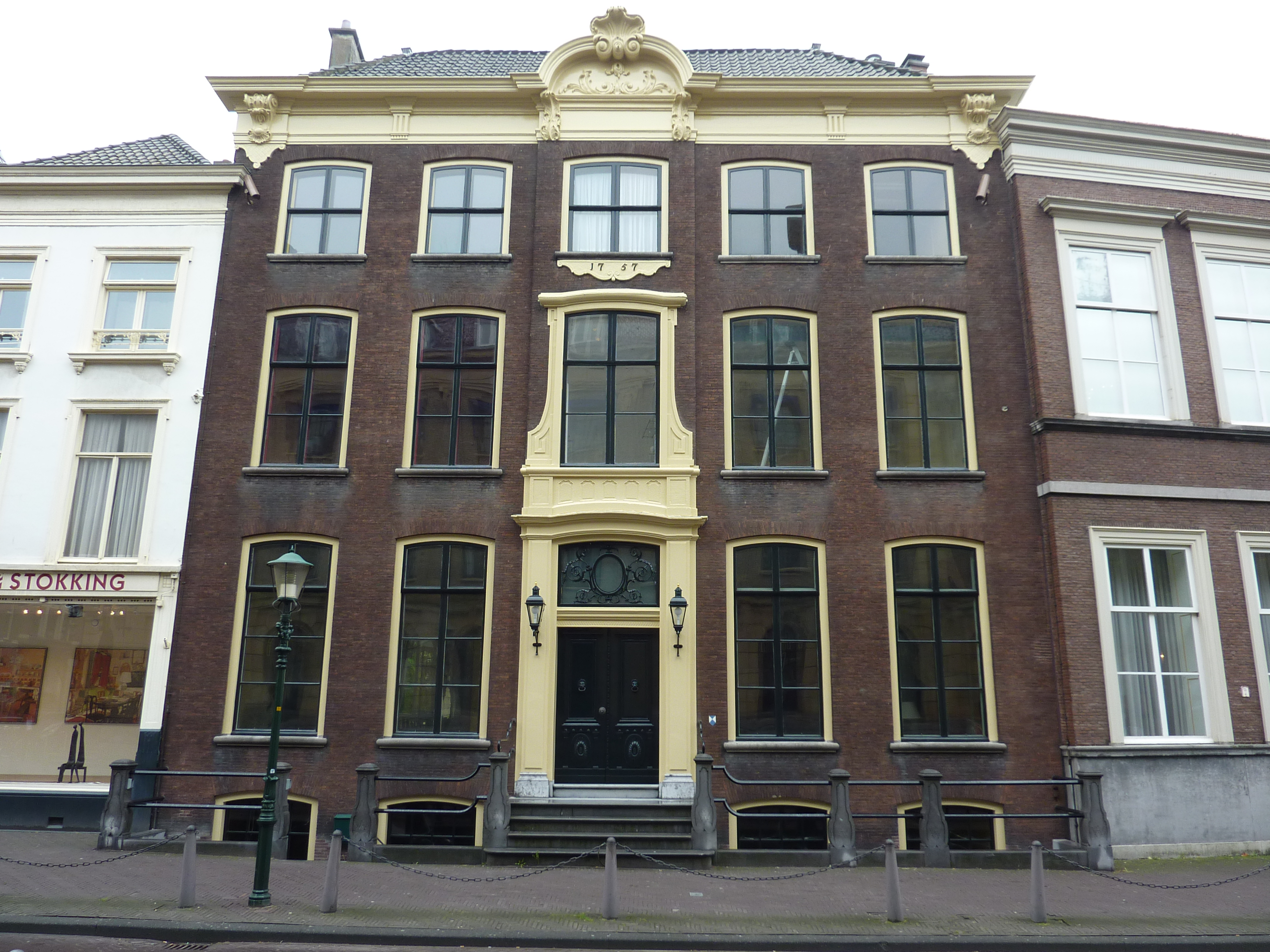
Den Haag - Noordeinde 66. Pied-à-terre van prinses Beatrix.

Een pied-à-terre (Frans voor voet aan de grond) is een tweede woonhuis, meestal in een andere stad gelegen en doorgaans kleiner dan de primaire verblijfplaats in de gemeente waar men ingeschreven is. Een optrekje waar men af en toe, of enkele dagen per week, vanwege werkzaamheden verblijft terwijl men elders woont.
In de Parijse onroerendgoedmarkt worden mini-appartementjes, van soms minder dan 8 m² oppervlakte, als pied-à-terre aan de man gebracht voor mensen die in de provincie wonen en doordeweeks in Parijs werken of studeren.
In Amsterdam moet een woning boven een bepaalde huurwaarde zitten wil die aangemerkt worden als pied-à-terre. Als een eigenaar van een pied-à-terre zijn/haar kind de woning laat bewonen, moet het kind zich laten inschrijven bij de gemeente.
Behalve studenten maken ook politici gebruik van een pied-à-terre. Veel ministers en kamerleden hebben een pied-à-terre in Den Haag terwijl zij ingeschreven blijven in hun eigen gemeente. Ook in de wereld van het entertainment komt pied-à-terre voor, bijvoorbeeld bij televisiepersoonlijkheden die een pied-à-terre hebben in Amsterdam terwijl ze elders wonen.
In 2014 is de voormalige woning van koning Willem Alexander, het pand Noordeinde 66 in Den Haag, aangepast om als pied-à-terre te dienen voor prinses Beatrix. Zij woont op landgoed Drakensteyn in de gemeente Baarn.